# Pervyj trollejbus
Pervyj trollejbus (Первый троллейбус) è un film del 1963 diretto da Isidor Markovič Annenskij.